# 原焘
原焘（1937年3月—），男，山西人，中华人民共和国政治人物、外交官。現任中国黄河文化经济发展研究会会长。

## 生平
原焘毕业于外交学院。1960年，进入中华人民共和国外交部工作，先后在外交部翻译室、驻秘鲁大使馆、驻阿根廷大使馆、外交部美洲大洋洲司、驻墨西哥大使馆任职，后任驻墨西哥大使馆参赞。1985年，任外交部美大司参赞。1986年10月，出任首任中华人民共和国驻玻利维亚大使。1988年8月，出任中华人民共和国驻西班牙大使。1994年3月，出任中华人民共和国驻巴西大使。1995年，任国务院外事办公室副主任。1998年3月，任第九届全国政协外事委员会副主任委员。1999年12月，担任首任外交部驻澳门特别行政区特派员公署特派员。2002年7月20日，自特派员一职离任。

## 荣誉

### 外国勋章奖章
- 天主教伊莎贝尔女王大十字勋章（西班牙语：Orden de Isabel la Católica）（西班牙，1993年12月11日批准[3]）